# Доку Умаров
Доку́ (Докка́) Хама́тович Ума́ров, відомий також як Абу́ Усма́н (чеч. Umaran Xamadi kant Dokka, Умаран Хамади кант Докка, нар. 13 квітня 1964, с. Харсеной, Шатойський район, Чечено-Інгушська АРСР, за іншими даними народився в Ачхой-Мартані — пом. 7 вересня 2013) — чеченський військовий і політичний діяч, 1-й амір самопроголошеного Імарату Кавказ. 2011 року Державний департамент США вніс Доку Умарова до офіційного списку терористів.

## Біографія
Належить до тейпу Мулкой. Здобув вищу освіту в СРСР (спеціальність «будівельник»).
Під час Першої російсько-чеченської війни 1994–1996 рр. служив в полку спеціального призначення «Борз» під командуванням Руслана Гелаєва. Наприкінці 1994 року Умаров вже командував великою групою бійців, що дислокувалася в районі його родового села та брав активну участь у бойових діях проти російських військ. В 1996 році Умаров отримує звання бригадного генерала військ Чеченської Республіки Ічкерія. 1 червня 1997 року указом президента Аслана Масхадова призначений секретарем Ради безпеки ЧРІ.
З початком Другої російсько-чеченської війни Умаров знову взяв активну участь у бойових діях проти російської армії. Під час прориву з оточеного Грозного в січні 2000 року був тяжко поранений у щелепу, після чого для лікування був тимчасово вивезений за кордон.
У серпні 2002 року президент Масхадов призначив Умарова командувачем Західним фронтом Збройних сил ЧРІ. В травні 2004 року Умаров став наступником загиблого польового командира Руслана Гелаєва і взяв під свій контроль повстанські загони в Ачхой-Мартанівському, Урус-Мартанівському та Шатойському районах Чечні.
У серпні 2004 року призначений міністром держбезпеки Чеченської республіки Ічкерія. Невдовзі після загибелі Аслана Масхадова навесні 2005 року, указом наступного президента Абдул-Халіма Садулаєва від 2 червня 2005 року призначений на посаду віцепрезидента ЧРІ. Одночасно, за дорученням Садулаєва, став директором Служби національної безпеки ЧРІ.
17 червня 2006 року, в зв'язку з загибеллю Абдул-Халіма Садулаєва, Умаров взявся до виконання обов'язків президента Чеченської Республіки Ічкерія. Але в жовтні 2007 року зрікся цієї посади та був проголошений лідером (головним Еміром) всіх моджахедів Північного Кавказу і головою Імарату Кавказ.
Доку Умаров взяв на себе відповідальність за серію терактів у Московському метро у березні 2010 року. На відео, записаному 29 березня, Умаров заявив, що ця атака була «ударом у відповідь і акцією відплати за різанину, влаштовану російськими окупантами, найбідніших жителів Чечні і Інгушетії, які збирали черемшу під Арштами 11 лютого». Відео надала чеченська, незалежна, міжнародна, ісламська інтернет-агенція Kavkaz Center.

### Повідомлення про загибель
Сьогодні ніхто з нас не знає, де і коли перерветься його життя. Альхамдуліллях, я готовий до смерті в будь-яку хвилину, спокійний і не переживаю з цього приводу. Я готовий до смерті в будь-якому місці, навіть за кермом «Камаза» з вибухівкою.
Російські офіційні особи й ЗМІ неодноразово повідомляли про загибель Доку Умарова, проте потім ця інформація була офіційно спростована. Навесні 2014 року Імарат Кавказ офіційно оголосив про смерть свого лідера. Невдовзі інформацію підтвердили й російські спецслужби. 25 вересня 2017 року ФСБ повідомило про віднайдення тіла Доку Умарова в горах на території Інгушетії. Поряд з могилою Умарова співробітники ФСБ виявили 4 могили інших членів підпілля. За даними Слідчого комітету РФ на місце поховання моджахедів вказав чоловік, затриманий ФСБ за незаконну участь у бойових діях на території Сирії.
Експертиза останків встановила, що лідер Імарату Кавказ загинув внаслідок отруєння високотоксичною речовиною. Однак деталі спецоперації, в результаті якої росіяни вбили лідера кавказьких моджахедів, РФ не розкриває дотепер.

## Нагороди
Нагороджений вищими орденами «Честь Нації» та «Герой Нації», а також іменною зброєю від Джохара Дудаєва .